# Aulacomerus hippolyte
Aulacomerus hippolyte – gatunek błonkówki z rodziny Pergidae.

## Taksonomia
Gatunek ten został opisany w 882 roku przez Williama Kirby'ego pod nazwą Loboceras hippolyte.
Jako miejsce typowe podano "Amazonię" w Brazylii. Holotypem była samica. W 1883 roku Peter Cameron opisał ten sam gatunek pod nazwą Loboceras xanthostigma (miej. typ. Bugaba w Panamie, holotypem był samiec), zaś w 1911 Rohwer opisał go pod nazwą Loboceras trimaculatus (miej. typ. Piedras Negras w Kostaryce, holotypem była samica). W 1990 David Smith, zsynonimizował oba te gatunki z L. hippolyte i przeniósł go do rodzaju Aulacomerus.

## Zasięg występowania
Ameryka Południowa i Środkowa, znany z płn. Brazylii (stany Amazonas i Pará), Gujany, Surinamu, Wenezueli, Kolumbii, Panamy i Kostaryki.